# McHenry (Illinois)
Pour les articles homonymes, voir McHenry.

McHenry est une petite ville du comté de McHenry, dans l'Illinois, aux États-Unis. Elle est incorporée le 28 novembre 1872. La ville est nommée en hommage au Major William McHenry, une figure de la guerre de Black Hawk.

## Démographie
Lors du recensement de 2010, la ville comptait une population de 26 992 habitants. Elle est estimée, en 2016, à 26 611 habitants.

## Histoire

### XIXesiècle
En 1832, le major William McHenry mène une expédition dans le Nord de l'Illinois lors de la guerre de Black Hawk. Dans les années qui suivent, le hameau de McHenry se forment sur l'ancien territoire indien. En 1837, le county de McHenry est créé. Le hameau compte à ce moment-là un moulin, un hôtel et même un ferry. La ville de McHenry restera à la tête de ce county jusqu'en 1844.
Le premier sénateur de la région, George Cage, est en grande partie responsable de l'arrivée de chemins ferroviaires en 1854.
En 1851, un barrage est construit sur Boone Creek, créant ainsi le Mill Pond.
Après l'incorporation de 1872, le commerce continue de se développer jusqu'à abriter 7 églises et plus de 80 entreprises (moulins à farine, brasseries, saloons, etc.) en 1876.

### XXesiècle
Le 30 mars 1908, un accident férroviaire entraine la mort d'une personne.
En 1929, le Mill Pond s'asséche lorsque le barrage de Boone Creek est détruit.
En 1985, le journal McHenry Plaindealer, paru de 1875 à 1985, disparaît au profit du Northwestern Herald,.

## Personnalités liées à la ville
- Gary Adams (1943-2000), a fondé TaylorMade Golf à McHenry en 1979[9],[10]
- John Brzenk (1964-), compétiteur professionnel de Bras de fer sportif américain
- Rob Doran (1976-), bassiste original du groupe de rock Alkaline Trio
- Matt Skiba (1976-), co-chanteur et guitariste des groupes de rock Blink-182 et Alkaline Trio
- Robert Tonyan (1994-), joueur professionnel de football américain pour les Bears de Chicago
- Joe Walsh (1961-), est un homme politique américain, membre du Parti républicain et représentant du huitième district de l'Illinois à la chambre des représentants des États-Unis de 2011 à 2013
- Lana Rhoades (b. 1996), est une actrice pornographique américaine[11]

## Source de la traduction
- (en) Cet article est partiellement ou en totalité issu de l’article de Wikipédia en anglais intitulé « McHenry, Illinois » (voir la liste des auteurs).